# Oranjeoogbreedbektiran
De oranjeoogbreedbektiran (Tolmomyias traylori) is een zangvogel uit de familie Tyrannidae (tirannen). Deze vogel is genoemd naar de Amerikaanse ornitholoog Melvin. A. Traylor (1915-2008).

## Verspreiding en leefgebied
Deze soort komt voor in zuidelijk Colombia en noordoostelijk Peru ten noorden van de Amazonerivier.

## Status
De grootte van de populatie is niet gekwantificeerd maar de soort wordt omschreven als zeldzaam. Op de Rode lijst van de IUCN heeft deze soort de status niet bedreigd.